# Lendoño de Abajo
Lendoño de Abajo es una entidad de población española del municipio de Orduña, perteneciente a la provincia de Vizcaya, en la comunidad autónoma del País Vasco.

## Historia
Hacia mediados del siglo XIX, el lugar, ya por entonces perteneciente a Orduña, tenía contabilizada una población de 85 habitantes. Aparece descrito en el décimo volumen del Diccionario geográfico-estadístico-histórico de España y sus posesiones de Ultramar de Pascual Madoz con las siguientes palabras:

LENDOÑO DE ABAJO: ald. en la prov. de Alava, part. jud. de Amurrio, ayunt. de Orduña (1/2 leg.): sit. en una hondonada, disfruta de clima templado y sano: tiene 18 casas, de las cuales hay 10 en el barrio de Abajo, y las restantes en el de Poza, sin formar calle; escuela de ambos sexos á que asisten 20 alumnos, retribuyendo al maestro á razon de 1/2 fan. de trigo cada uno; igl. parr. (San Estéban) servida por  un beneficiado de racion entera y 1 de media, una ermita dedicada á Ntra. Sra., cementerio y una fuente de buenas aguas. El térm. confina N. Saracho; E. Orduña; S. Lendoño de Arriba, y O. Velandia. El terreno es de buena y mala calidad; está bañado por un arroyo que, procedente de Lendoño de Arriba corre á desaguar en el r. Nervion: existe al E. un monte robledal, y al O. otro poblado de encinas, ambos de corta estension; criándose ademas espontáneamente en algunos puntos de la jurisd. hayas, argomas, fresas y setas. prod.: trigo, maiz, patatas, vino y legumbres: mantiene ganado vacuno, mular, caballar y poco lanar; hay caza de liebres, perdices y tórtolas, y pesca de anguilas. ind.: 2 molinos harineros. pobl.: 19 vec., 85 alm. riqueza y contr.: con Orduña (V.). Esta ald. nos ofrece en su cas. de Aquejolo una de las mayores anomalías de la division civil, ecl. y judicial, pues su hab. es vec. de Saracho, los varones se bautizan en San Clemente, ermita de la c. de Orduña, y las hembras en la parr. de la ald., donde igualmente se entierran todos los que fallecen en el cas.
(Madoz, 1847, p. 130)

En 2022, tenía empadronados treinta habitantes.

## Patrimonio
Hay en el lugar una iglesia de San Esteban.